# Gabriel Anton
Gabriel Anton (ur. 28 lipca 1858 w Saaz, zm. 3 stycznia 1933 w Halle) – austriacki lekarz neurolog i psychiatra. Pamiętany jest za prace nad schorzeniami psychiatrycznymi spowodowanymi uszkodzeniami kory mózgowej i jąder podstawy.

## Życiorys
Urodził się w Saaz (dziś Žatec) w 1858 roku, studiował na Uniwersytecie w Pradze. Tytuł doktora medycyny otrzymał w 1882 roku. W 1887 roku rozpoczął w Wiedniu współpracę z Theodorem Meynertem. W 1891 roku został profesorem psychiatrii i dyrektorem uniwersyteckiej kliniki w Innsbrucku. Od 1894 roku pracował w Grazu, w 1905 roku zastąpił Carla Wernickego na katedrze w Halle.
Uczniami Antona byli Fritz Hartmann, Hermann Zingerle, Eduard Phleps, Heinrich di Gaspero, Max de Crinis, Berthold Pfeifer, Hans Willige, Philipp Jolly, Paul Schilder, Karl Pönitz, Manfred Goldstein, Heinrich Bickel, Franz Günther von Stockert.

## Dorobek naukowy
Anton razem z Friedrichem Gustavem von Bramannem i Viktorem Schmiedenem zaproponował nowe techniki operacyjnego leczenia wodogłowia. Niezależnie od Józefa Babińskiego opisał zespół znany dziś jako zespół Antona lub Babińskiego-Antona, polegający na anozognozji i asomatognozji. Razem z Schilderem przedstawił prace na temat pląsawicy i atetozy.

## Wybrane prace
- Über angeborene Erkrankungen des Centralnervensystems. Wien: Hölder, 1890
- Über die Selbstwahrnehmung der Herderkrankungen durch den Kranken bei Rindenblindheit und Rindentaubheit. Archiv für Psychiatrie und Nervenkrankheiten 32, s. 86 (1899)
- Über den Ausdruck der Gemütsbewegung beim gesunden und kranken Menschen. Psychiatrische Wochenschrift 2, ss. 165-169 (1900)
- Über geistige Ermüdung der Kinder im gesunden und kranken Zustande. Halle: Marhold, 1900
- Anton G, Zingerle H: Bau, Leistung und Erkrankung des menschlichen Stirnhirnes. I. Theil. W: Festschrift der Grazer Universität für 1901. Graz: Leuschner & Lubensky, 1902
- Ärztliches über Sprechen und Denken. Halle: Marhold 1907
- Vier Vorträge über Entwicklungsstörungen beim Kinde. Berlin, 1908
- Über krankhafte moralische Abartung im Kindesalter und über den Heilwert der Affekte. Halle: Marhold, 1910
- Behandlung der angeborenen und erworbenen Gehirnkrankheiten mit Hilfe des Balkenstiches. Berlin: Karger, 1913